# Breda Pogorelec
Breda Pogorelec, slovenska jezikoslovka in slovenistka, * 1. januar 1928, Ljubljana, † 21. julij 2006, Ljubljana.

## Življenje
Klasično gimnazijo je obiskovala v Ljubljani. Od leta 1946 do 1952 je študirala na Filozofski fakulteti v Ljubljani in leta 1952 diplomirala iz slovenskega jezika in primerjalnega slovanskega jezikoslovja kot glavnih ter iz primerjalnega jezikoslovja in južnoslovanskih književnosti kot stranskih predmetov. Dve leti je poučevala na gimnaziji v Brežicah, leta 1955 pa je začela delati na Oddelku za slovanske jezike in književnosti na Filozofski fakulteti v Ljubljani kot asistentka. Od 1956 do 1958 se je na jagelonski univerzi v Krakovu izpopolnjevala v splošni in slovanski lingvistiki. Januarja 1964 je pri prof. dr. Antonu Bajcu doktorirala z disertacijo Veznik v slovenščini.
Leta 1966 je bila izvoljena za docentko za slovenski knjižni jezik in stilistiko, leta 1979 za izredno in leta 1985 za redno profesorico za slovenski knjižni jezik in stilistiko. Predavala je opisno slovnico slovenskega knjižnega jezika (glasoslovje, oblikoslovje, skladnjo, besedotvorje in besedoslovje) ter sporočanje oziroma besediloslovje, stilistiko in sociolingvistiko ter zgodovino slovenskega knjižnega jezika. V letih 1986–1990 je bila predstojnica Oddelka za slovanske jezike in književnosti. Upokojila se je oktobra 1997 in pridobila naziv zaslužna profesorica.

## Delo
Sprva jo je zanimala skladnja slovenskega knjižnega jezika, v 70. letih se je osredotočila na jezikovne stilistične raziskave, izhodiščno predvsem na Cankarjeva besedila, nato pa na vsa najpomembnejša besedila iz slovenskega predknjižnega in knjižnega izročila. Ukvarjala se je tudi s sociolingvistiko (katere utemeljiteljica na Slovenskem je bila), zlasti z jezikovno politiko in jezikovnim načrtovanjem. O jeziku je govorila kot o izraznem sredstvu, ki ne more biti lepo ali grdo, pravilno ali nepravilno, temveč sporočanjsko ustrezno ali manj ustrezno.
Večkrat je vodila Seminar slovenskega jezika, literature in kulture in mednarodni simpozij Obdobja v slovenskem jeziku, književnosti in kulturi. Od leta 1974 do 1979 je bila predsednica Slavističnega društva Slovenije. Bila je članica pravopisne komisije pri SAZU, ki je izdelala osnutek novih pravopisnih in pravorečnih pravil, ter sourednica Slovenskega pravopisa I. Pravila (1990). Kot predsednica komisije za vprašanja slovenskih zamejcev in izseljencev je bila med pobudniki ustanovitve Centra za slovenščino kot drugi/tuji jezik in Poletne šole slovenskega jezika. Sodelovala je pri organiziranju stikov z zamejstvom, pri pripravi koroških, tržaških in benečanskih kulturnih dnevov. Leta 1975 je bila med pobudniki akcije za ureditev odnosa do slovenščine v javnosti, ki je potekala v okviru RK SZDL Slovenije in Slavističnega društva Slovenije. Od leta 1994 je predsedovala Delovni skupini za področje jezikovnega načrtovanja in jezikovne politike pri Državnem zboru Republike Slovenije – končni rezultat je bil Zakon o javni rabi slovenščine (sprejet 2004).
Dejavna je bila v Društvu visokošolskih učiteljev in profesorjev. Ob reformi univerzitetnega pouka v študijskem letu 1959/60 je predlagala vsebinsko razširitev študija slovenskega knjižnega jezika in njegovo uvrstitev med diplomske predmete. S predavanji in kritičnimi prispevki se je udeleževala razprav o pouku slovenskega jezika v osnovnih in srednjih šolah ter kot članica komisije za izdelavo učnih programov sodelovala pri posodobitvi programov za pouk slovenskega jezika v usmerjenem izobraževanju. Bila je soavtorica srednješolske slovnice Slovenski jezik I in II.
Dalj časa je predavala na Visoki šoli - pozneje Fakulteti za sociologijo, politične vede in novinarstvo, AGRFT, Pedagoški fakulteti v Mariboru, Univerzi za izobraževalne vede v Celovcu. Sodelovala je pri mnogih mednarodnih prireditvah, zlasti na slavističnih kongresih in konferencah, ter predavala na tujih univerzah (Praga, Trst, Brno, Szombathely, Pariz ...). Strokovna spoznanja je redno popularizirala z oddajami na radiu in televiziji ter občasno tudi v nestrokovnem tisku.
Bila je članica sveta Znanstvenega inštituta FF in več njegovih organov, avtorica številnih razprav in urednica znanstvenih zbornikov. Za svoje delo je dobila več priznanj, zlasti Filozofske fakultete in Univerze v Ljubljani (izvoljena je bila mdr. za njeno zaslužno profesorico).

## Odlikovanja
Leta 2002 jo je predsednik Republike Slovenije Milan Kučan odlikoval s Srebrnim častnim znakom svobode Republike Slovenije za dolgoletno pedagoško in znanstveno delo ter za izjemne zasluge pri razvoju in uveljavljanju slovenščine doma in na tujem.

## Izbrana bibliografija
- Veznik v slovenščini: disertacija. Ljubljana, 1963. (COBISS)
- Vprašanja govorjenega jezika. Jezikovni pogovori I. Ljubljana: Cankarjeva založba, 1965. 132–156. (COBISS)
- Nastajanje slovenskega knjižnega jezika: od začetkov do konca 18. stoletja. Jezikovni pogovori 2. Ljubljana: Cankarjeva založba, 1967. 75–105. (COBISS)
- Jezik slovenskega ekspresionizma. IV. seminar slovenskega jezika, literature in kulture. Predavanja. Ljubljana: Filozofska fakulteta, 1968. 57–72. (COBISS)
- Jezik novejše slovenske proze. VII. seminar slovenskega jezika, literature in kulture. Predavanja. Ljubljana: Filozofska fakulteta, Oddelek za slovanske jezike in književnosti, 1971. (COBISS)
- Trubarjev stavek. VIII. seminar slovenskega jezika, literature in kulture. Predavanja. Ljubljana: Filozofska fakulteta, Oddelek za slovanske jezike in književnosti, 1972. 305–323. (COBISS)
- Pomen starogorskega spomenika za zgodovino slovenskega knjižnega jezika. Jezik in slovstvo 19/6–7, (1973/74). 198–203. (COBISS)
- O dveh značilnostih Cankarjevega sloga. Simpozij o Ivanu Cankarju 1976. Ljubljana: Slovenska matica, 1977. 290–304. (COBISS)
- Slovenski knjižni jezik v Beneški Sloveniji. Govor, jezik in besedno ustvarjanje v Beneški Sloveniji. Trst: Založništvo tržaškega tiska, 1978. 93–118. (COBISS)
- Slovenščina v javnosti: gradivo in sporočila. Ur. Breda Pogorelec. Ljubljana: Republiška konferenca Socialistične zveze delovnega ljudstva Slovenije, Slavistično društvo Slovenije, 1983. (COBISS)
- Skladnja pri Dalmatinu in Bohoriču. XX. seminar slovenskega jezika, literature in kulture. Zbornik predavanj. Ljubljana: Filozofska fakulteta, Oddelek za slovanske jezike in književnosti, 1984. 223–248. (COBISS)
- Črni optimizem. Pričevanja, december 1984: iz lastnih korenin: avtobiografski eseji. Ljubljana: Partizanska knjiga, 1984. 177–227. (COBISS)
- Položaj slovenskega jezika med NOB in razvoj vojaškega, političnega in uradovalnega jezika. XXI. seminar slovenskega jezika, literature in kulture. Zbornik predavanj. Ljubljana: Filozofska fakulteta, Oddelek za slovanske jezike in književnosti, 1985. 5–16. (COBISS)
- Okvirna tipologija metafore v slovenski prozi 20. stoletja. XXII. seminar slovenskega jezika, literature in kulture. Zbornik predavanj. Ljubljana: Filozofska fakulteta, Oddelek za slovanske jezike in književnosti, 1986. 7–20. (COBISS)
- Pogled na slogovno podobo baročnega besedila: razmerje med zunanjim vtisom in notranjo zgradbo. Obdobje baroka v slovenskem jeziku, književnosti in kulturi. Ljubljana: Filozofska fakulteta, 1989. 349–365. (COBISS)
- Jezikovna politika in jezikovno načrtovanje pri Slovencih: zgodovina in sodobni vidiki. Jezik tako in drugače. Ljubljana: Društvo za uporabno jezikoslovje Slovenije: Inštitut za družbene vede, 1993. 2–17. (COBISS)
- Jezikovno načrtovanje in jezikovna politika pri Slovencih med 1945 in 1995. Jezik in čas. Ljubljana: Znanstveni inštitut Filozofske fakultete, 1996. 41–61. (COBISS)
- Razprava. Javna predstavitev mnenj o tezah za zakonsko ureditev rabe slovenščine kot uradnega jezika. Ljubljana: Državni svet Republike Slovenije, 2000. 58–65. (COBISS)

## Monografije (izšle posthumno)
- Zgodovina slovenskega knjižnega jezika. Jezikovni spisi I. Ljubljana: ZRC SAZU, 2011 (499 str.; vsebuje razpravo Jezikovnozgodovinsko delo Brede Pogorelec urednika Kozme Ahačiča ter spremni besedili Igorja Grdine Oblikovanje miselnega sveta Brede Pogorelec in Marka Stabeja Srečna srečevanja z Bredo Pogorelec)
- Stilistika slovenskega knjižnega jezika. Jezikoslovni spisi II., ZRC SAZU, 2011 (362 str.; vsebuje spremno razpravo urednice Mojce Smolej Breda Pogorelec in jezikovna stilistika in njen uredniški dostavek ter bibliografijo Brede Pogorelec je sestavila Anka Sollner Perdih)
- Veznik v slovenščini. Jezikoslovni spisi III, ZRC SAZU, 2021 (525 str.; vsebuje doktorsko disertacijo B. Pogorelec iz leta 1963, zapisa urednice Mojce Smolej Breda Pogorelec - gimnazijka in študentka in Kozme Ahačiča O poteku in načelih izdaje tipkopisa doktorske disertacije)

- Sociolingvistični spisi. Jezikoslovni spisi IV, ZRC SAZU, 2024 (vsebuje 12 razprav, 6 strokovnih besedil drugih žanrov in daljši avtobiografski zapis Črni optimizem) (310 str.; ur. Maja Bitenc in Marko Stabej)